# Slovenský Kras
El parque nacional del Carst eslovaco (en eslovaco, Národný park Slovenský kras) es un parque nacional en el cordillera del Carst eslovaco (Slovenský kras) en el sureste de Eslovaquia. Se encuentra en los distritos de Gelnica, Rožňava y Košice–okolie en la región de Košice. El parque nacional abarca una superficie de 346,11 km² y su Zona Tampón se extiende por 117,41 km².
El parque se creó el 1 de marzo de 2002, después de ser un área de paisaje protegida desde 1973. El carst eslovaco es la primera reserva de la biosfera eslovaca desde el 1 de marzo de 1977, cuando fue incluida en el programa "Hombre y Biosfera" de la Unesco. En 1995, 12 de 700 cuevas del parque fueron reconocidas como un lugar Patrimonio de la Humanidad de la Unesco.